# Liste der Schiffe der United States Navy/O

## O
- USS O’Bannon (DD-177, DD-450, DD-987)
- USS O’Brien (TB-30, DD-51, DD-415, DD-725, DD-975)
- USS O’Callahan (FF-1051)
- USS O’Flaherty (DE-340)
- USS O’Hare (DD-889)
- USS O’Kane (DDG-77)
- USS O’Neill (DE-188)
- USS O’Reilly (DE-330)
- USS O’Toole (DE-527)
- USS O-1 (SS-62)
- USS O-2 (SS-63)
- USS O-3 (SS-64)
- USS O-4 (SS-65)
- USS O-5 (SS-66)
- USS O-6 (SS-67)
- USS O-7 (SS-68)
- USS O-8 (SS-69)
- USS O-9 (SS-70)
- USS O-10 (SS-71)
- USS O-11 (SS-72)
- USS O-12 (SS-73)
- USS O-13 (SS-74)
- USS O-14 (SS-75)
- USS O-15 (SS-76)
- USS O-16 (SS-77)
- USS O. H. Lee (1861)
- USS O. M. Pettit (1857)

## Oa-Op
- USS Oahu (PR-36, ARG-5)
- USS Oak Hill (LSD-7, LSD-51)
- USS Oak Ridge (ARD-19)
- USS Oakland (1918, CL-95)
- USS Oberlin (PC-560)
- USS Oberon (AK-56/AKA-14)
- USS Oberrender (DE-344)
- USS Obispo (SS-382)
- USS Observation Island (AGM-23)
- USS Observer (AMC-91, MSO-461)
- USS Obstructor (ACM-7)
- USS Oceanographer (AGS-3)
- USS Oceanside (LSM-175)
- USS Oceanus (ARB-2)
- USS Ocelot (IX-110)
- USS Ochlockonee (AOG-33)
- USS Ocklawaha (AO-84)
- USS Ocmulgee (YTB-532)
- USS Ocoee (SP-1208)
- USS Oconee (AT-31, AOG-34)
- USS Oconostota (YTB-375)
- USS Oconto (APA-187)
- USS Octans (AF-26)
- USS Octavia (AF-46)
- USS Octopus (SS-9)
- USS Octorara (1861, IX-139)
- USS Odax (SS-484)
- USS Odum (APD-71)
- USS Ogden (PF-39, LPD-5)
- USS Ogeechee (AOG-35)
- USS Oglala (CM-4)
- USS Oglethorpe (AKA-100)
- USS Ohio (1812, 1820, BB-12, BB-68, SSBN-726)
- USS Ohioan (1914)
- USS Ojanco (SS-381)
- USS Ojen (SP-957)
- USS Okala (ARS(T)-2)
- USS Okaloosa (APA-219)
- USS Okanogan (LPA-220)
- USS Okinawa (CVE-127, LPH-3)
- USS Okisko (YN-42/YNT-10/YTL-735)
- USS Oklahoma (BB-37, SSN-802)
- USS Oklahoma City (CL-91, SSN-723)
- USS Olathe (YTM-273)
- USS Old Colony (SP-1254)
- USS Old Columbia (C-12)
- USS Old Dominion (ID-3025)
- USS Oldendorf (DD-972)
- USS Oleander (1863, WAGL-264)
- USS Oliver H. Lee (1861)
- USS Oliver Hazard Perry (FFG-7)
- USS Oliver Mitchell (DE-417)
- USS Oliver Wolcott (1832)
- USS Olivin (PYc-22)
- USS Olmsted (LPA-188)
- USS Olney (PC-1172)
- USS Olympia (C-6, SSN-717)
- USS Olympic (SP-260)
- USS Omaha (1869, CL-4, SSN-692)
- USS Ommaney Bay (CVE-79)
- USS Onandago (YP-6)
- USS Ondina (1899)
- USS Oneida (1810, 1861, 1898, SP-765, APA-221)
- USS Oneka (YN-35/YNT-3/YTB-729)
- USS Oneonta (SP-1138)
- USS Oneota (1864, AN-85/YM–110)
- USS Oneyana (YTB-262)
- USS Onkahye (1843)
- USS Ono (SS-357)
- USS Onockatin (YTB-277)
- USS Onondaga (1864, 1917, 1941)
- USS Onset (SP-1224)
- USS Onslow (AVP-48)
- USS Ontario (1812, 1813, AT-13)
- USS Ontonagon (AOG-36)
- USS Onward (1852, SP-311)
- USS Onward II (SP-728)
- USS Onwego ()
- USS Onyx (PYc-5)
- USS Oosterdijk (1913)
- USS Opal (PYc-8)
- USS Opelika (YTB-798)
- USS Ophir (1904)
- USS Opponent (AM-269)
- USS Opportune (ARS-41)

## Or-Oz
- USS Ora (SP-75)
- USS Oracle (AM-103)
- USS Orange (PF-43)
- USS Orange County (LST-1068)
- USS Oratamin (YTB-347)
- USS Orca (SS-34, SP-726, SS-381, AVP-49)
- USS Orchid (WAGL-240)
- USS Ordronaux (DD-617)
- USS Oregon (1841, 1869, BB-3)
- USS Oregon City (CA-122)
- USS Oregonian (1918)
- USS Orestes (AGP-10)
- USS Oriole (1865, 1904, AM-7, MHC-55)
- USS Orion (AC-11, AS-18)
- USS Oriskany (CV-34)
- USS Orizaba (SP-1536/AP-24)
- USS Orlando (PF-99)
- USS Orleans Parish (LST-1069)
- USS Orleck (DD-886)
- USS Ormsby (APA-49)
- USS Orono (YTB-190)
- USS Ortolan (AM-45, LCI (L)-976/AMCU-34/MHC-34, ASR-22)
- USS Orvetta (1861, IX-157)
- USS Osage (1863, LSV-3)
- USS Osamekin (YTB-191)
- USS Osberg (DE-538)
- USS Osborne (DD-295)
- USS Oscar Austin (DDG-79)
- USS Osceola (1864, 1869, AT-47, YTB-129)
- USS Oshkosh (YTB-757)
- USS Oskaloosa (1918)
- USS Oskawa (1919)
- USS Osmond Ingram (DD-255/AVD-9/ADP-35)
- USS Osmus (DE-701)
- USS Osprey (AMC-29, MHC-51, MSCO-28)
- USS Osprey II (SP-298)
- USS Ossahinta (YTB-278)
- USS Ossipee (1861, WPG-50)
- USS Ostara (AKA-33)
- USS Osterhaus (DE-164)
- USS Ostfriesland (1909)
- USS Ostrich (SP-1249, AMc-51, YMS-430)
- USS Oswald (DE-767)
- USS Oswald A. Powers (DE-542)
- USS Oswegatchie (YTB-515)
- USS Otis W. Douglas (SP-313)
- USS Otokomi (YTB-400)
- USS Otsego (1840, 1864, 1919)
- USS Ottawa (1861, AKA-101)
- USS Otter (YFB-663, DE-210)
- USS Otterstetter (DER-244)
- USS Ottumwa (YTB-761)
- USS Otus (AS-20)
- USS Ouachita (1863)
- USS Ouachita County (LST-1071)
- USS Ouellet (FF-1077)
- USS Outagamie County (LST-1073)
- USS Outpost (YAGR-10)
- USS Overseer (AM-321)
- USS Overton (DD-239/APD-23)
- USS Overton County (LST-1074)
- USS Owachomo (YTB-401)
- USS Owaissa (SP-659)
- USS Owasco (1861)
- USS Owatonna (YTM-756)
- USS Owen (DD-536)
- USS Owera (SP-167)
- USS Owl (AM-2, LCI(L)-982)
- USS Owyhee (LFR-515)
- USS Owyhee River (LSMR-515)
- USS Oxford (APA-189, AG-159)
- USS Oyster Bay (AGP-6)
- USS Ozama (1916)
- USS Ozark (1863, BM-7, MCS-2)
- USS Ozaukee (SP-3439)
- USS Ozbourn (DD-846)
- USS Ozette (YTB-541, YTB-541)